# Metaleptus discoideus
Metaleptus discoideus là một loài bọ cánh cứng trong họ Cerambycidae.